# Ordinary Day (cântec de Vanessa Carlton)
Ordinary Day, inițial sub titlul de Ordinary Days, este un cântec scris și interpretat de Vanessa Carlton, care face parte de pe albumul Be Not Nobody. Acesta s-a clasat pe locul al treizecilea în Billboard Hot 100 chart. Vanessa a scris versurile acestei piese la vârsta de 17 ani. Piesa are și un videoclip regizat de Marc Klasfeld.

## Clasamente
| Clasament (2002)                           | Poziție de top |
| ------------------------------------------ | -------------- |
| Australian ARIA Singles Chart              | 48             |
| Elveția (Schweizer Hitparade)              | 64             |
| Regatul Unit (The Official Charts Company) | 53             |
| U.S. Billboard Hot 100                     | 30             |
| U.S. Billboard Pop Songs                   | 9              |
| U.S. Billboard Adult Top 40                | 29             |